# Шанван
Шанван (фр. Champvent) — громада  в Швейцарії в кантоні Во, округ Юра-Нор-Водуа.

## Географія
Громада розташована на відстані близько 70 км на захід від Берна, 29 км на північ від Лозанни.
Шанван має площу 9 км², з яких на 5,6% дозволяється будівництво (житлове та будівництво доріг), 70,7% використовуються в сільськогосподарських цілях, 23,4% зайнято лісами, 0,3% не є продуктивними (річки, льодовики або гори).

## Демографія
2019 року в громаді мешкало 691 особа (+18,3% порівняно з 2010 роком), іноземців було 13,9%. Густота населення становила 77 осіб/км².
За віковим діапазоном населення розподілялося таким чином: 25,9% — особи молодші 20 років, 59,9% — особи у віці 20—64 років, 14,2% — особи у віці 65 років та старші. Було 258 помешкань (у середньому 2,7 особи в помешканні).
Із загальної кількості 365 працюючих 82 було зайнятих в первинному секторі, 216 — в обробній промисловості, 67 — в галузі послуг.